# Michaël Dudok de Wit
Michaël Dudok de Wit (Abcoude, 15 de julio de 1953) es un director, guionista, animador e ilustrador holandés.

## Filmografía

### Cortometrajes
- The Interview (1978)
- Tom Sweep (1992)
- The Monk and the Fish (Le Moine et le Poisson) (1994)
- Padre e hija (2000)
- The Aroma of Tea (2006)

### Largometrajes
- La tortuga roja (La tortue rouge) (2016)

### Spot comerciales 1985-2002 (parcial)
- "Actifed Germ" The Welcome Foundation, Cough Medicine
- "Heinz Egg" Heinz Salad Cream
- "The Long Sleep" Mcallan Malt Whiskey
- "VW Sunrise" Volkswagen
- "Pink Foot" Owen's Corning Roof Insulation
- "Smart Illusions" Nestlé Smarties
- "Noah" The Irish Lottery"
- "AT&T" (Cinque spot)
- "A Life" United Airlines

### Contribuciones a especiales cinematográficos y televisivos animados
- The Canterbury Tales/The Knight's Tal (Serie televisiva, Pizazz/S4C, UK)
- The Lion, the Watch and The Wardrobe (Película de animación televisivo, EE. UU., Reino Unido y España) (1980)
- Heavy Metal (Película de animación directa de Gerald Potterton, Canadá, EE. UU. y Reino Unido) (1980)
- Mickey's Audition (Mickey Mouse Special, Disney, EE. UU.) (1989)
- Prince Cinders (Television special, UK) (1991)
- La bella y la bestia (Storyboard, Clásico Disney, EE. UU.) (1991)
- T.R.A.N.S.I.T. (cortometraje directo de Piet Kroon, UK and NL) (1997)
- Charlie's Christmas (Especial televisivo, Folimage, Francia) (1998)
- Fantasía 2000 (Clásico Disney) 2000
- Raining Cats and Frogs (Folimage) 2003

## Ilustraciones
- "Serpientes y escaleras" (juego de cartas, 1991)
- "The History of Geneva" (Editions Chenoises, Geneva 1991)
- "Oscar & Hoo" (Harper Collins 2001) ISBN 3-7941-5022-8
- "Oscar and Hoo Forever"(Harper Collins 2003) ISBN 0-00-714008-8
- "Vader en dochter" (Leopold, NL, 2001) ISBN 90-258-3494-9
- "Vier bevertjes en de nacht" (Leopold, NL, 2004) ISBN 90-74336-90-6
- "Vier bevertjes en een kastanje" (Leopold, NL, 2007) ISBN 978-90-258-5030-2

## Premios y distinciones
Premios Óscar
| Año  | Categoría                  | Película              | Resultado |
| ---- | -------------------------- | --------------------- | --------- |
| 1995 | Mejor cortometraje animado | The Monk and the Fish | Nominado  |
| 2001 | Mejor cortometraje animado | Padre e hija          | Ganador   |
| 2017 | Mejor película animada     | La tortuga roja       | Nominado  |